# اعوجاج الصورة
في البصريات الهندسية ، يشير اعوجاج الصورة (أو الوصمة) إلى أن العين أو النظام البصري معوجّ، فمثلا يري الدائرة في شكل قصع ناقص أو يرى العصا المستقيمة وكا،نها مقوسة. بالنسبة للعين التي بها تلك الوصمة يمكن تصحيح ذلك بواسطة عدسة خاصة تعادل هذا الاعوجاج . في الواقع ، يكون تكوين الصورة محدود الانعراج في أحسن الأحوال ، كما أن الصور التي تشبه النقطة غير ممكنة.